# Investidura

Miniatura de una investidura sacerdotal hecha por Paulus Schönebner.

La investidura era la entrega simbólica del bien concedido por el señor feudal a su vasallo. Se hacía entregando tierra, luego una espada y por último un documento de reconocimiento feudal.
Mediante el homenaje y la investidura se establecía un contrato que imponía diversas obligaciones recíprocas entre vasallo y su señor, todo ello fue propia de la Edad Media en el periodo del Feudalismos.

## Historia
Este término se toma por el derecho de investir o por la acción misma de investir. Equivale algunas veces a la misma posesión, como se ve en muchas de las leyes de los lombardos.
En materia feudal, el término investidura se toma algunas veces por el título primitivo de concesión de un feudo o por el acto por el cual un señor inviste de él a un vasallo. El nombre investidura se deriva del latín vestire, vestir o revestir.
Antiguamente, las investiduras eran acompañadas de ciertas señales exteriores o simbólicas para expresar la traslación que se hacía de la propiedad o posesión de una persona a otra. Estos símbolos eran fijos y determinados por las leyes o por el uso y a este efecto se servían de las mismas cosas entre casi todas las naciones. Por lo común, tenían estas la mayor relación posible con las cosas de las cuales se quería hacer entrega. Así es que para la investidura de un campo se daba un terrón o pedazo de césped de unos cuatro dedos.
Se confería también la investidura per festucam seu per baculum et virgam, es decir, por la entrega de un pequeño bastón llamado festuca. Se empleaba igualmente como un símbolo de tradición un cuchillo o una espada para indicar el poder que se confería o trasmitía al nuevo propietario de cambiar, destruir, cortar, variar y en una palabra, hacer en la nueva posesión todo cuanto juzgara a propósito o conveniente. En algunos casos se servían además de otros objetos para conferir ciertas investiduras, como poner un anillo en el dedo, entregar una moneda, una piedra u otra cosa.
Los soberanos solían conferir la investidura de una provincia o gobierno per vexillum, que era como se llamaba, es decir, entregando al agraciado una bandera. Los objetos que habían servido para conferir las investiduras se solían guardar con mucho cuidado y con el objeto de que no pudiesen servir para otros, se acostumbraba a inutilizarlos, cortándolos o partiéndolos por el medio. La fórmula con que se conferían antiguamente las investiduras de los beneficios eclesiásticos variaba según las dignidades: 
- al canónigo se le investía entregándole el libro
- al abad el báculo
- al obispo el báculo y el anillo.

Sobre lo concesión de las investiduras eclesiásticas por señores seculares se promovieron algún tiempo las más acaloradas disputas, que finalmente se cortaron desprendiéndose estos de un derecho que no les correspondía.

## Tipos

### Presidencial
Una investidura toma de posesión presidencial, toma de protesta, juramentación o acto del cambio de mando, es un evento de carácter ceremonial en donde se realiza la transición formal del poder a un nuevo presidente en funciones, realizado por lo general en las democracias donde este cargo es elegido. Con frecuencia, esto implica la toma de posesión de un juramento de su cargo.

### Parlamentaria
En España, la investidura parlamentaria es el acto parlamentario en virtud del cual el Congreso de los Diputados reconoce y acepta un nuevo presidente del Gobierno de España. Según la Constitución española de 1978, el candidato a presidente es designado por el Rey de España, con el refrendo del Presidente del Congreso, tras consultar a los grupos políticos presentes en el Congreso de los Diputados que es la cámara baja de las Cortes Generales. La investidura está regulada en el Artículo 99 de la Constitución.
Después de cada renovación del Congreso de los Diputados, y en los demás supuestos constitucionales en que así proceda, el Rey, previa consulta con los representantes designados por los grupos políticos con representación parlamentaria, y a través del presidente del congreso, propondrá un candidato a la presidencia del gobierno. Este candidato expondrá su programa y será votado por el Congreso de los Diputados, que debe obtener mayoría absoluta en la primera votación, y si no la obtiene, se repetirá la votación 48 horas después, obteniendo para su aprobación mayoría simple.
Si tampoco obtuviese el apoyo, el Rey presentaría otros candidatos y se realizaría otra exposición de programa, tras lo cual se realizaría otra votación. Si no se obtiene ese apoyo, se irán presentando sucesivamente más candidatos. Si en el plazo de 2 meses desde la primera votación, ninguna candidatura obtuviese el apoyo necesario, se convocarán de nuevo elecciones.
El acto de investidura es, en cualquier caso, solemne, preceptivo y de carácter legitimador. No obstante un debate de investidura no es preceptivo. Adolfo Suárez consiguió su investidura en 1979 tras exponer su programa de gobierno y el Congreso de los Diputados votarlo afirmativamente. Pero no se permitió la participación de los grupos de la oposición para realizar un debate sobre el contenido de ese programa.[cita requerida]

### Universitaria

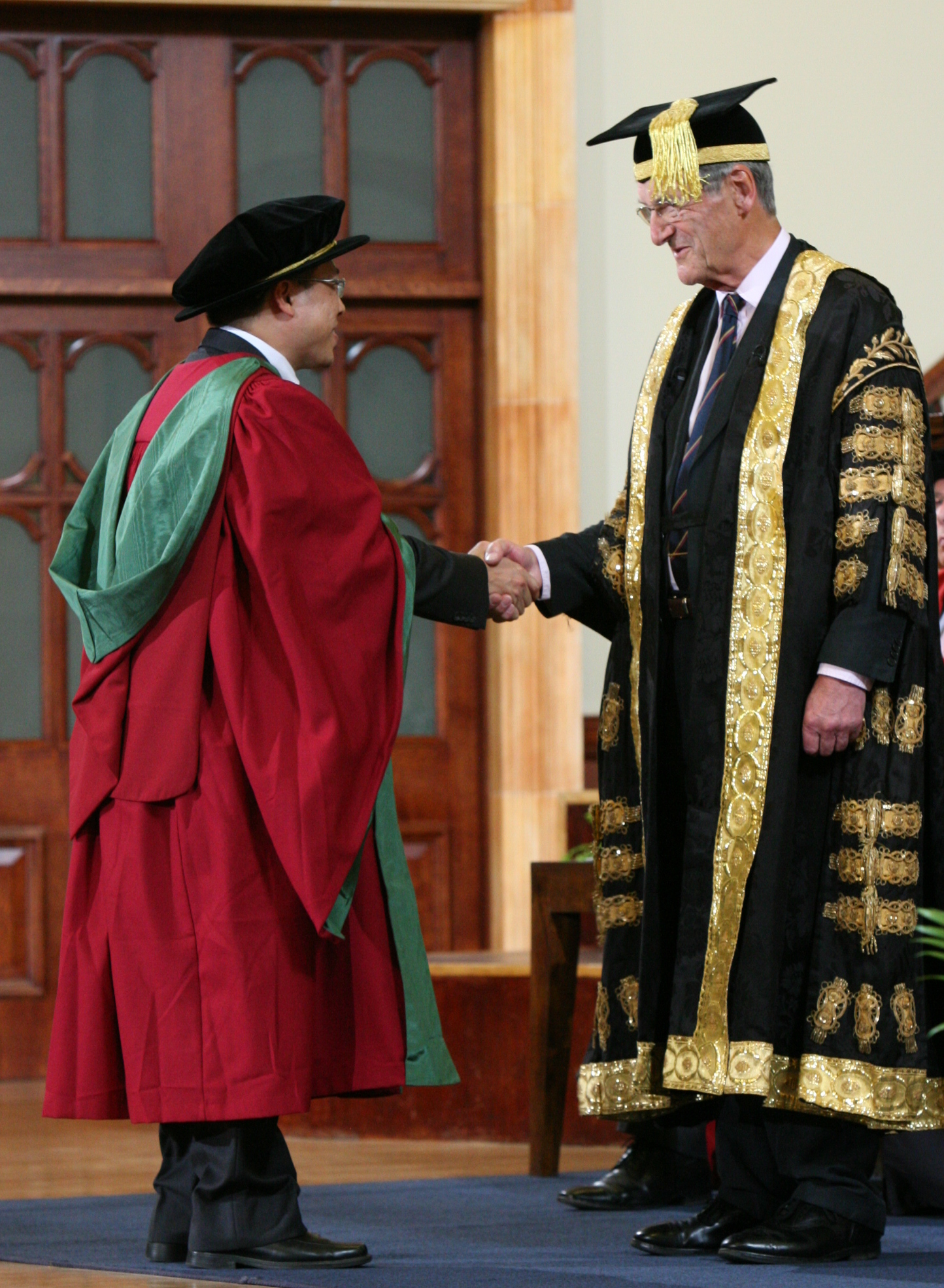
Investidura de un doctor en la Universidad de Birmingham.

En algunas universidades, los grados académicos de doctor o maestro se otorgan en ceremonia de investidura, donde al candidato se le inviste con los elementos propios de la dignidad, como la muceta, la toga, el anillo o los libros.
En algunas carreras, como Enfermería, la investidura se otorga a los estudiantes que han cumplido parte de sus estudios, por lo cual entran a cursos clínicos en los cuales usarán el uniforme clínico correspondiente. También, en otras carreras, se procede a la investidura cuando existe una titulación intermedia en un grado menor.

### Religiosa
La investidura es un término de la teología de La Iglesia de Jesucristo de los Santos de los Últimos Días, que se refiere a una serie de rituales o ceremonias realizadas en los templos con el fin de dar poder divino a quienes en ella participan. Históricamente, muchos Santos de los Últimos Días también entienden la «investidura» como la emanación de manifestaciones atribuidas al Espíritu Santo que ocurrió en la primera congregación en el Templo de Kirtland, en 1836. Una versión simplificada de esas ceremonias ocurre en los templos de la Iglesia de Jesucristo de los Santos de los Últimos Días.
La ordenación de los élderes en el Sumo Sacerdocio en junio de 1831 también se le llamó Investidura, así como a una serie de eventos que trajeren manifestaciones espirituales en las que se tenía por costumbre decir que eran investiduras celestiales. Ese uso del término es anticuado y aparece con mucha menos frecuencia entre las denominaciones del movimiento SUD actuales.
Otras religiones también celebran investiduras. La Iglesia Católica cuenta entre sus sacramentos la ordenación sacerdotal, que básicamente es la investidura de los seminaristas con el hábito sacerdotal y la toma de los votos respectivos. Otras ceremonias similares se observan en la Iglesia Anglicana, algunas iglesias protestantes y ortodoxas.

## Investidura como concepto legal
En el constitucionalismo chileno, la "investidura regular" es un requisito de validez (o existencia) de los actos emanados de una autoridad pública, a tenor de lo señalado en el art. 7 inciso primero de la Constitución de ese país, que establece la regla de derecho público:

Los órganos del Estado actúan válidamente previa investidura regular de sus integrantes, dentro de su competencia y en la forma que prescriba la ley.
Art. 7 inc. 1º Constitución Política de la República de Chile

Con investidura aquí se refiere al nombramiento e instalación de la autoridad mediante los procedimientos establecidos en el Derecho, lo que implica necesariamente revisar el proceso que lleva desde la creación o vacancia del cargo hasta que la persona haya sido nombrada y pase a ejercer su función, ya sea elección popular, nombramiento por autoridad superior o concurso (oposición).